# Redmond (Washington)
Redmond ist eine Stadt im King County im US-Bundesstaat Washington mit 73.256 Einwohnern (2020). Die Stadt ist unter anderem bekannt als Unternehmenssitz von Microsoft und als „Fahrradhauptstadt des Nordwestens“. Die Stadt stellt eine principal city der Metropolregion Seattle dar.

## Geographie
Redmond liegt östlich von Seattle, nördlich des Lake Sammamish und jenseits des Lake Washington. Zusammen mit Bellevue und einigen weiteren Städten bildet diese Region die sogenannte Eastside des Verdichtungsraumes am Puget Sound.
Laut United States Census Bureau hat die Stadt eine Fläche von 42,9 km². 1,7 km² (4 %) davon sind Wasserfläche. Redmond besitzt 47 Parks und ist bekannt für seine bewaldete Schönheit.

## Geschichte
Redmond ist nach Luke McRedmond benannt, der am 9. September 1870 dort Land kaufte. Am 31. Dezember 1912 erhielt es die Stadtrechte.

## Wirtschaft
Rund 40.000 Mitarbeiter werden in Redmond und Umgebung durch Microsoft beschäftigt. Neben dem Softwarehersteller Microsoft beherbergt Redmond auch den US-Sitz von Nintendo, außerdem hat dort AT&T Wireless (ein Tochterunternehmen von AT&T) sein Hauptquartier.
Wegen des jährlichen Fahrradrennens, das seit 1940 existiert, hat Redmond den Spitznamen „Fahrradhauptstadt des Nordwestens“ (englisch Bicycle Capital of the Northwest). Die Veranstaltung hat sich zu einem mehrtägigen Volksfest namens Derby Days entwickelt, bei dem neben dem Fahrradrennen ein umfangreiches Unterhaltungsprogramm geboten wird, unter anderem mit Parade und Feuerwerk.
Lange verspottet als „die Stadt, in der man keine Unterwäsche kaufen kann“, da es kaum Einzelhandel besaß, durchlief Redmond während der 1990er-Jahre einen regelrechten „Handelsboom“. Das führte 1997 zur Eröffnung des Redmond Town Center, das heute das Haupteinkaufszentrum der Region ist.

## Einwohnerentwicklung
| Jahr | Einwohner 1 |
| ---- | ----------- |
| 1980 | 23.318      |
| 1990 | 35.800      |
| 2000 | 45.256      |
| 2010 | 54.144      |
| 2020 | 73.256      |

## Söhne und Töchter der Stadt
- Andrew James Allen (* 1987), Schauspieler
- Patrick Deneen (* 1987), Freestyle-Skier
- Johnny Hekker (* 1990), American-Football-Spieler
- Karan Brar (* 1999), Kinderdarsteller und Schauspieler
- Katie Hensien (* 1999), Skirennläuferin